# Оквуд (тауншип, Миннесота)
Оквуд (англ. Oakwood) — тауншип в округе Уабаша, Миннесота, США. На 2000 год его население составило 433 человека.

## География
По данным Бюро переписи населения США площадь тауншипа составляет 92,4 км², из которых 91,9 км² занимает суша, а 0,5 км² — вода (0,53 %).

## Демография
По данным переписи населения 2000 года здесь находились 433 человека, 139 домохозяйств и 103 семьи.  Плотность населения —  4,7 чел./км².  На территории тауншипа расположено 145 построек со средней плотностью 1,6 построек на один квадратный километр. Расовый состав населения: 99,54 % белых и 0,46 % приходится на две или более других рас. Испанцы или латиноамериканцы любой расы составляли 0,46 % от популяции тауншипа.
Из 139 домохозяйств в 41,7 % воспитывались дети до 18 лет, в 68,3 % проживали супружеские пары, в 2,2 % проживали незамужние женщины и в 25,2 % домохозяйств проживали несемейные люди. 20,9 % домохозяйств состояли из одного человека, при том 6,5 % из — одиноких пожилых людей старше 65 лет. Средний размер домохозяйства — 3,12, а семьи — 3,72 человека.
38,8 % населения — младше 18 лет, 4,4 % — в возрасте от 18 до 24 лет, 30,5 % — от 25 до 44, 18,7 % — от 45 до 64, и 7,6 % — старше 65 лет. Средний возраст — 31 год. На каждые 100 женщин приходилось 113,3 мужчин.  На каждые 100 женщин старше 18 приходилось 122,7 мужчин.
Средний годовой доход домохозяйства составлял 39 000 долларов, а средний годовой доход семьи —  47 000 долларов. Средний доход мужчин —  31 319  долларов, в то время как у женщин — 21 635. Доход на душу населения составил 15 316 долларов. За чертой бедности находились 8,2 % семей и 5,4 % всего населения тауншипа, из которых 5,2 % младше 18 лет.